# División de Honor de la Liga Nacional de Béisbol 2019
La División de Honor de la Liga Nacional de Béisbol 2019 fue la edición número 76 de la División de Honor de la Liga Nacional de Béisbol, máxima categoría de la Liga Nacional de Béisbol.

## Clasificación
| Pos. | Equipo                   | PJ | PG | PP | AVG | GB |
| ---- | ------------------------ | -- | -- | -- | --- | -- |
| 1    | Tenerife Marlins P.C.    | 28 | 25 | 3  | 893 | 0  |
| 2    | S. Inazio Bilbao Bizkaia | 28 | 20 | 8  | 714 | 5  |
| 3    | Astros Valencia          | 28 | 19 | 9  | 679 | 6  |
| 4    | CBS Barcelona            | 28 | 16 | 12 | 571 | 9  |
| 5    | CB Viladecans            | 28 | 15 | 13 | 536 | 10 |
| 6    | CBS Sant Boi             | 28 | 8  | 20 | 286 | 17 |
| 7    | Beisbol Navarra          | 28 | 7  | 21 | 250 | 18 |
| 8    | Miralbueno Zaragoza      | 28 | 2  | 26 | 71  | 23 |